# Henri-Charles Landrin
Henri-Charles Landrin fue un pintor francés del siglo XIX.

## Biografía
Pintor, fue discípulo de Charlet. Nació en la ciudad francesa de Nantes, si bien residió parte de su vida en Madrid. Fue caballero de la Orden de Isabel la Católica. En la Exposición de Bellas Artes celebrada en Madrid en 1864 presentó un país representando El Segura en Guardamar (Murcia), y en la de 1866 Un patio en Motrico (Guipúzcoa), Puerto de Andarsúa (Vizcaya) y Vista de la Casa de Campo; obtuvo mención honorífica. En la de 1876 presentó Vista tomada en Alhama de Aragón, Vista tomada en Capbreton (Bajos Pirineos), La quietud y Patio de San Juan de los Reyes (Toledo). Ossorio y Bernard le cita como «Enrique Carlos Landrin».